# دال بورينتون
دال بورينتون (بالإنجليزية: Dale Purinton)‏ ولد في 11 أكتوبر 1976 في انديانا بالولايات المتحدة الأمريكية يعتبر لاعبا محترفا في لعبة الهوكي على الجليد.

## روابط خارجية
- دال بورينتون على موقع دوري الهوكي الوطني (الإنجليزية)
- دال بورينتون على موقع EliteProspects.com (الإنجليزية)
- دال بورينتون على موقع HockeyDB.com (الإنجليزية)
- دال بورينتون على موقع Hockey-Reference.com (الإنجليزية)